# Predoi

Predoi (tiếng Đức: Prettau) là một đô thị ở Nam Tirol trong vùng Trentino-Nam Tirol của Ý, có vị trí cách khoảng 130 km về phía đông bắc của Trento và khoảng 80 km về phía đông bắc của Bolzano, ở biên giới với Áo. Tại thời điểm ngày 31 tháng 12 năm 2004, đô thị này có dân số 620 người và diện tích là 86,7 km². đây là đô thị cực bắc của Ý.
Prettau giáp các đô thị: Brandberg (Áo), Sand in Taufers, Krimml (Áo), Prägraten am Großvenediger (Áo), Sankt Jakob in Defereggen (Áo) và Ahrntal.